# 西翟庄镇
西翟庄镇，是中华人民共和国天津市静海区下辖的一个乡镇级行政单位。

## 行政区划
西翟庄镇下辖以下地区：
安家庄村、杨小庄村、东翟庄村、中翟庄村、西翟庄村、吕家沟村、顺民屯村、张家庄村、矫家庄村、贺新村、佟家庄村和周家庄村。